# Bakhsh
Pour les articles homonymes, voir Bakhsh (homonymie).
Le bakhsh (persan : بخش) (ou district), est la troisième division administrative d'Iran après la province (persan : استان, ostān) et la préfectures (persan : شهرستان, shahrestān). 

## Organisation
En Iran, chaque province , est constitué de plusieurs préfectures et chaque préfecture comprend un ou plusieurs districts (ou bakhsh). Un bakhsh est généralement composé d'une douzaine de villages avec un chef-lieu et une ou plusieurs villes. Chaque bakhsh dispose d'un bureau administratif appelé bakhshdāri avec comme autorité responsable le bakhshdār.